# 克丽丝蒂·华莱士
克丽丝蒂·华莱士（英語：Kristy Wallace，1996年1月3日—），澳大利亚女子篮球运动员，2017年夏季世界大学生运动会女子金牌得主、2021年亞洲盃女子籃球賽铜牌得主、2022年女子世界盃籃球賽铜牌得主、2024年夏季奥林匹克运动会女子铜牌得主。